# Gerster (Missouri)
Gerster è un villaggio degli Stati Uniti d'America, situato nello Stato del Missouri, nella contea di St. Clair.